# Heinrich Rietsch
Heinrich Rietsch (Sokolov (Txèquia), 22 de setembre, 1860 - Praga, 12 de desembre, 1927, Praga), nascut Heinrich Löwy, va ser un musicòleg i compositor austríac d'origen bohemi.

## Biografia
Els pares d'Heinrich Rietsch eren l'advocat de Falkenau i K.u.k. Notari Karl Leopold Loewy (* 1834, Ingrowitz), que era d'origen jueu i s'havia convertit a la denominació catòlica, i Theresia, filla de l'Imperi Austrohongarès. El recaptador d'impostos Friedrich Rietsch a Gut Dasnice prop de Falkenau. Va rebre les seves primeres lliçons de música de la seva mare, la família de la qual nom que va prendre el 1883 .
Va estudiar dret a la Universitat de Viena i es va doctorar el 1883. També va estudiar música i musicologia amb Eduard Hanslick, Guido Adler, Franz Krenn, Eusebius Mandyczewski i Robert Fuchs. Mentre ocupava un càrrec de funcionari, va continuar els seus estudis i va rebre la seva habilitació el 1895. Va ensenyar a la Universitat Carolina de Praga com a conferenciant privat a l'Institut de Musicologia que ell mateix va fundar, i des de 1900 a la càtedra d'Adler com a professor extraordinari. El 1909 esdevingué professor titular. També va ser membre de la junta de l'Associació Alemanya de Música de Cambra de Praga. Va dirigir l'institut que va fundar fins a la seva mort. Un dels seus estudiants va ser Erich Steinhard.
Rietsch pertanyia a l'escola de "musicologia vienesa" fundada per Guido Adler. El seu treball es va centrar en el camp de la crítica d'estil i l'estètica musical, la investigació de la cançó i l'estudi de la música del Barroc i la Música del romàntic. A les Publicacions de la Societat per a la Publicació dels Monuments de la Música a Àustria va publicar nombroses composicions de manuscrits històrics, com les de Johann Joseph Fux i Georg Muffat.